# HD245786
HD245786 є хімічно пекулярною зорею спектрального класу
A й має видиму зоряну величину в смузі V приблизно 11,2.